# Festival de Cine de Yorkton
El Festival de Cine de Yorkton (YFF) es un festival de cine anual celebrado en Yorkton, Canadá, enfocado principalmente en películas realizadas por cineastas canadienses. Se celebra a finales de mayo. 

## Historia
Es conocido como uno de los festivales de cine más antiguos de Norteamérica, existiendo desde 1947. El evento se llamó originalmente Festival Internacional de Cine Documental de Yorkton. En 1969 se disolvió y se formó la Sociedad del Festival Internacional de Cine de Yorkton. El festival pasó por varios cambios de nombre, hasta lograr la denominación actual. El premio entregado es el Golden Sheaf, una costumbre que inició en 1958.